# 柳井里奈
柳井 里奈（やない りな、1989年4月20日 - ）は、兵庫県出身の元女子サッカー選手、サッカー指導者。ポジションはディフェンダー (SB) およびミッドフィールダー (ボランチ)。

## 来歴
小学生時代は兵庫県西宮市内の少年サッカークラブで男子選手に混じってプレーしていた。中学校入学と同時に、当時関西女子リーグ所属のINACレオネッサに入団。当時は左右双方のサイドバックとしてプレーする機会が多かった。
2003年、U-15兵庫県選抜に選出され、全日本女子ユース (U-15)サッカー選手権大会に出場。主将として臨んだこの大会で準優勝の成績を収めた。同年、県内U-15世代の選手としてただひとりU-18兵庫県選抜にも選出され、全日本女子ユース (U-18)サッカー選手権大会にも出場している。
2005年、INACが日本女子サッカーリーグに参入すると、それまでトレードマークとなっていた背番号99を4に改めた。
2006-07年度の2年間は、下部組織のINACレオネッサアマチュアを本登録チームとしながら、トップチームと二重登録する形で試合に出場した。一方で関西女子リーグのリーグ戦や兵庫県女子ユース選手権大会、関西女子ユース選手権大会 (いずれも全日本女子ユース (U-18)サッカー選手権大会の予選)にも出場している。高校卒業後の2009年に再びトップチームが本登録チームとなった。米津美和とともに、数少ない関西リーグ時代を知る選手だった。
2007年にU-19日本代表に選出されるようになり、同年AFC U-19女子選手権2007、翌2008年には2008 FIFA U-20女子ワールドカップに出場した。
2013年シーズン終了後、現役引退。2014年からはジェフレディースU-18コーチに就任。2015年2月、現役復帰し、シーズン終了後に引退が発表された。
2023年6月30日、WEリーグの大宮アルディージャVENTUS（現：RB大宮アルディージャWOMEN）の2023-24シーズンの監督に就任することが発表された。指導者ライセンスはA-Pro。2023年8月27日に開催されたWEリーグカップ グループステージ 第1節のINAC神戸戦で公式戦初勝利をおさめた。
2023年9月21日、JFA Proライセンスを取得したことが発表された。

## 個人成績
| 国内大会個人成績 | 国内大会個人成績     | 国内大会個人成績 | 国内大会個人成績  | 国内大会個人成績               | 国内大会個人成績 | 国内大会個人成績 | 国内大会個人成績 | 国内大会個人成績 | 国内大会個人成績 | 国内大会個人成績 | 国内大会個人成績 |
| 年度             | クラブ               | 背番号           | リーグ            | リーグ戦                       | リーグ戦         | リーグ杯         | リーグ杯         | オープン杯       | オープン杯       | 期間通算         | 期間通算         |
| 年度             | クラブ               | 背番号           | リーグ            | 出場                           | 得点             | 出場             | 得点             | 出場             | 得点             | 出場             | 得点             |
| 日本             | 日本                 | 日本             | 日本              | リーグ戦                       | リーグ戦         | リーグ杯         | リーグ杯         | 皇后杯           | 皇后杯           | 期間通算         | 期間通算         |
| ---------------- | -------------------- | ---------------- | ----------------- | ------------------------------ | ---------------- | ---------------- | ---------------- | ---------------- | ---------------- | ---------------- | ---------------- |
| 2005             | INACレオネッサ       | 4                | L・リーグ2部 (L2) | 18                             | 2                |                  |                  |                  |                  |                  |                  |
| 2006             | INACレオネッサ       | 20               | なでしこ Div.1    | 3                              | 0                |                  |                  |                  |                  |                  |                  |
| 2007             | INACレオネッサ       | 20               | なでしこ Div.1    | 9                              | 0                |                  |                  |                  |                  |                  |                  |
| 2008             | INACレオネッサ       | 16               | なでしこ Div.1    | 17                             | 1                |                  |                  |                  |                  |                  |                  |
| 2009             | INAC神戸レオネッサ   | 5                | なでしこ Div.1    | 18                             | 0                |                  |                  |                  |                  |                  |                  |
| 2010             | INAC神戸レオネッサ   | 5                | なでしこ          | 14                             | 0                |                  |                  |                  |                  |                  |                  |
| 2011             | 岡山湯郷Belle        | 26               | なでしこ          | 11                             | 0                |                  |                  |                  |                  |                  |                  |
| 2012             | ジェフ千葉レディース | 20               | なでしこ          | 17                             | 2                | 4                | 2                | 4                | 1                | 25               | 5                |
| 2013             | ジェフ千葉レディース | 20               | なでしこ          | 15                             | 1                | 4                | 0                | 2                | 1                | 21               | 2                |
| 2015             | ジェフ千葉レディース | 28               | なでしこ1部       | 11                             | 0                | -                | -                | 0                | 0                | 11               | 0                |
| 通算             | 日本                 | 日本             | 1部               | \|\|\|\|\|\|\|\|\|\|\|\|\|\|\| |                  |                  |                  |                  |                  |                  |                  |
| 通算             | 日本                 | 日本             | 2部               | \|\|\|\|\|\|\|\|\|\|\|\|\|\|   |                  |                  |                  |                  |                  |                  |                  |
| 総通算           | 総通算               | 総通算           | 総通算            | \|\|\|\|\|\|\|\|\|\|\|\|\|\|   |                  |                  |                  |                  |                  |                  |                  |

## タイトル
- 関西女子サッカーリーグ (2004年)
- 関西女子サッカー選手権 (2004年、全日本女子サッカー選手権大会出場)
- 日本女子サッカーリーグ2部リーグ (L2) (2005年)
- 皇后杯全日本女子サッカー選手権大会 (2010年)

## 代表・選抜歴
- U-15兵庫県選抜 (2003年)
- U-18兵庫県選抜 (2003年)
- U-19日本女子代表
- U-20日本女子代表
- 国民体育大会 兵庫県選抜 (2009年)

## 指導歴
- 2014年 ジェフユナイテッド市原・千葉レディース アカデミーコーチ
- 2016年 - 2018年 INAC神戸レオネッサ アカデミーコーチ
- 2019年  マイナビ仙台レディース アカデミーコーチ
- 2020年 INAC神戸レオネッサ U15監督
- 2021年 - 2022年 流通経済大学女子サッカー部 監督
- 2023年 - 2025年 大宮アルディージャVENTUS 監督
- 2025年 - RB大宮アルディージャWOMEN 監督